# Општина Железники
Општина Железники (словен. Železniki) је једна од општина Горењске регије у држави Словенији. Седиште општине је истоимени градић Железники.

## Природне одлике
Рељеф: Општина Железники налази се на северозападу државе. Општина се налази усред алпског планинског масива. Северним делом општине пружају се Јулијски Алпи, а јужним планина Шкофјелошко Хрибовје. У средини се налази омања долина речице Селшке Соре. Ова долина је погодна за живот и ту је смештена већина насеља општине.
Клима: У нижим деловима општине влада умерено континентална клима, док у вишим влада њена оштрија, планинска варијанта.
Воде: Главни водоток је речица Селшка Сора. Сви остали мањи водотоци су притоке ове реке.

## Становништво
Општина Железники је ретко насељена.

## Насеља општине
| - Голица - Давча - Долења Вас - Дражгоше - Железники - Забрдо | - Забрекве - Зала - Зали Лог - Згорња Сорица - Згорње Дање - Калише | - Лајше - Мартињ Врх - Ојстри Врх - Осојник - Подлонк - Подпорезен | - Поток - Пртовч - Равне - Рудно - Селца - Смолева | - Сподња Сорица - Сподње Дање - Студено - Топоље - Торка |  |